# Charles Rolls
Charles Stewart Rolls (London, 1877. augusztus 27. - Bournemouth, 1910. július 12.) angol autógyártó, a repülőzés és az autózás úttörője. Frederick Henry Royce-szal közösen alapította meg a Rolls-Royce autógyárat. Ő volt az első brit állampolgár, aki légi szerencsétlenségben vesztette életét: Wright Flyer nevű dupla szárnyú repülőgépének hátsó szárnya leszakadt egy Bournemouth mellett tartott légi bemutatón. Harminckét esztendős volt, amikor életét vesztette.

## Életútja
Londonban született, a Berkeley Square-en John Rolls, Llangattock 1. bárója és Georgiana Marcia Maclean harmadik fiaként. Fővárosi születése ellenére szoros kapcsolatot ápolt családja ősi otthonával a monmouthi The Hendre nevű udvarházzal. Előbb a berkshire-i Mortimer Vicarage Preparatory School-ban tanult, majd az Eton College tanítványa lett. Itt ismerkedett meg a motorok világával, amivel kiérdemelte a dirty Rolls, azaz a koszos (olajos) Rolls gúnynevet.
1894-ben egy cambridge-i előkészítő iskolában tanult, majd ugyanott a Trinity College diákja lett. Mechanikát és alkalmazott tudományokat tanult. 1896-ban, tizennyolc évesen Párizsba utazott, ahol megvásárolta első autóját, egy Peugeot Phaetont és beiratkozott a francia autósklubba. A hagyományok szerint Rolls Peugeotja volt az első gépkocsi Cambridge-ben és egyike az első három autónak Walesben. Korai autósként csatlakozott a Self-Propelled Traffic Association-hoz (magyarul: Önjáró Közlekedési Egyesület), amely aktívan kampányolt a Locomotive Act nevű törvény ellen, amely jelentős megszorításokkal sújtotta a motoros közlekedést. Ugyanakkor a Royal Automobile Club (magyarul: Királyi automobil klub) egyik alapító tagja volt. A két egyesület 1897-ben egyesült.
1898-ban fejezte be egyetemi tanulmányait. Ezt követően a Santa Maria nevű luxus gőzhajón dolgozott, majd a London and North Western Railway vasúttársaság crewe-i központjában kapott állást. Gyakorlati képességei elmaradtak értékesítői képességei mögött, ennek bizonyítéka, hogy 1903 januárjában az apjától kapott hatezer font tőkével megalapította Nagy-Britannia első autókereskedését, a fulhami C.S.Rolls & Co.-t, amely francia Peugeot és belgiumi Minerva gépkocsikat forgalmazott.

## Rolls-Royce Limited

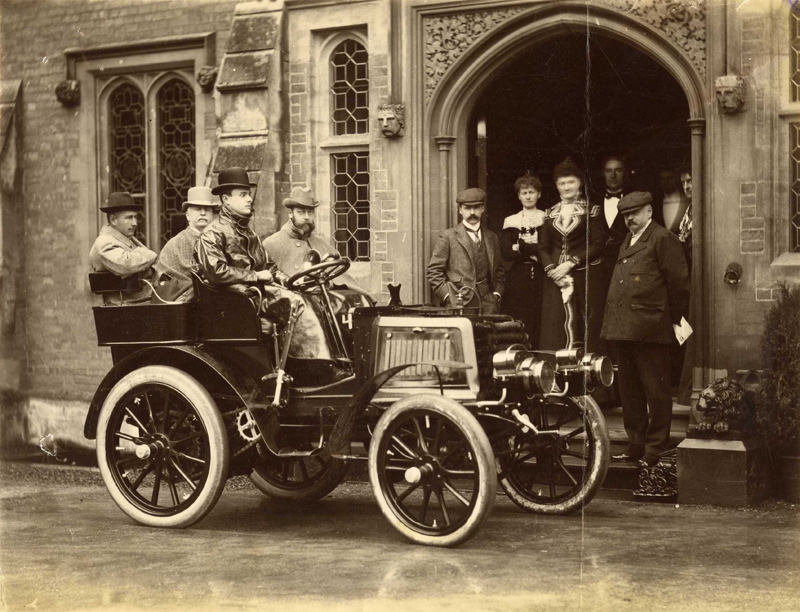
York hercege, lord és lady LLangattock, Sir Charles Cust és Charles Stewart Rolls 1900-ban, a monmouthi The Hendre udvarház előtt, az egyik első Rolls-Royce gépkocsin

Charles Rolls egyik barátja, Henry Edmunds révén ismerkedett meg Henry Royce-szal, a Royce Ltd. igazgatójával. Edmunds mutatta meg neki Royce automobilját és hozta össze kettejük történelmi találkozását a manchesteri Midland Hotelben 1904. május 4-én. Annak ellenére, hogy inkább a három- és négyhengeres autókat szerette, Rollsszot lenyűgözte a kéthengeres Royce 10-es modell. Az 1904. december 23-án megkötött egyezség értelmében vállalta, hogy átveszi a Royce gyártotta összes gépkocsi értékesítését. Ezek két-, három-, négy- és hathengeres gépkocsik voltak és Rolls-Royce név alatt készültek.

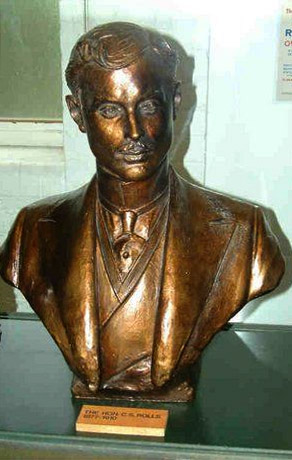
Charles Rolls bronz mellszobra a derby-i múzeumban

Az első Rolls-Royce gépkocsit, a 10 hp-es modellt 1904 decemberében mutatták be Párizsban. 1906-ban Rolls és Royce hitelesítette közreműködésüket és megalapították a Rolls-Royce Limited nevű céget, amelynek Rolls lett a műszaki igazgatója évi 750 font fizetéssel és 4%-os részesedéssel az éves profitból, ha az meghaladta a tízezer fontot. Rolls biztosította a pénzügyi és üzletkötési hátteret, Royce a műszaki részt vezette. 1907-ben a Rolls-Royce Limited megvásárolta a C.S. Rolls & Co.-t.
Rolls rengeteg erőt fektetett a Rolls-Royce gépkocsik promováltásába, sőt 1906-ban az Egyesült Államokba is elutazott reklámozni a cég autóit. 1907-ig a cég számos díjat nyert autóinak minőségét és megbízhatóságát illetően. 1909-re azonban érdeklődése elhalványult és elmondott műszaki igazgatói állásáról és felügyelő igazgató (non-executive director) lett.

## Rolls, a pilóta

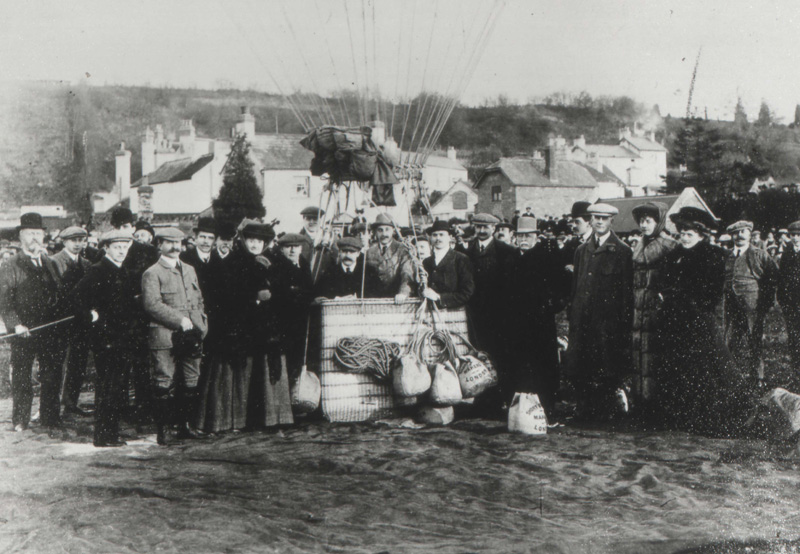
Charles Rolls hőlégballonja kosarában 1906-ban, Monmouthban

Rolls a repülésben is érdekelt volt. Kezdetben a hőlégballon érdekelte és több mint százhetven alkalommal emelkedett a levegőbe. Az 1903-ban alapított Royal Aero Club (magyarul: Királyi repülési klub) egyik alapítója volt, illetve a második ember Nagy-Britanniában, akinek engedélye volt hőlégballonnal repülni. 1903-ban megnyerte a Gordon Bennett aranyérmet, ami az egyszeri alkalommal a leghosszabb levegőben töltött időért járt.
1907-re Rolls érdeklődése egyértelműen a repülés felé terelődött és sikertelenül ugyan, de megpróbálta meggyőzni partnerét, Royce-ot, hogy tervezzen egy repülőgépet. 1909-ben megvásárolta a Short Brothers által gyártott hat Wright Flyer dupla szárnyú repülőgép egyikét. A Wright fivérek tervei alapján készült repülővel több mint kétszáz alkalommal emelkedett a levegőbe. 1910. június 2-án átrepült a La Manche csatorna felett, ő lett az első ember, aki megállás nélkül oda-vissza megtette ezt az utat. Az utat kilencvenöt perccel rövidebb idő alatt tette meg, mint a francia Blériot. Ezzel a teljesítményével elnyerte a Royal Aero Club aranyérmét. E teljesítménynek állítanak emléket a doveri és monmouthi szobrai.

## Halála

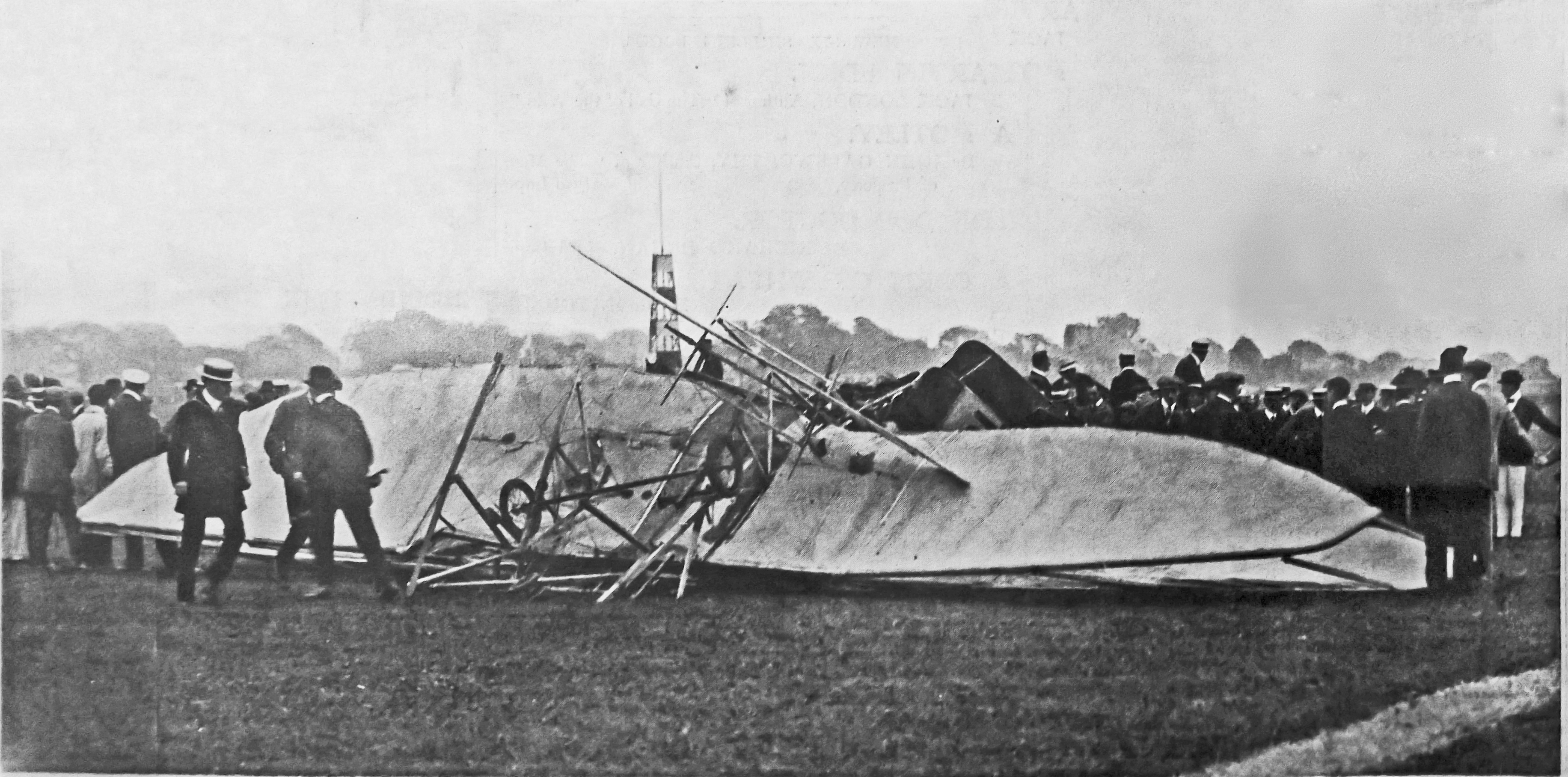
Rolls repülőjének roncsai a szerencsétlenség után

1910. július 12-én tragikus körülmények között vesztette életét, mindössze harminckét évesen. A Bournemouth melletti Hengistbury repülőtéren, egy légi bemutató alkalmával Wright Flyer nevű dupla szárnyú repülőgépének hátsó szárnya leszakadt. Így ő lett az első brit állampolgár, aki légi szerencsétlenségben vesztette életét. A monmouthshire-i Llangattock-Vibon-Avel templomának temetőjében helyezték örök nyugalomra.

## Családfája
|                                |                                |                                |                                |                                |                                |  |  |                              |                              | John Rolls (1735–1801)       | John Rolls (1735–1801)       | John Rolls (1735–1801)       | John Rolls (1735–1801)       | John Rolls (1735–1801) | John Rolls (1735–1801) |                                     |                                     | Sarah (? - 1801)                       | Sarah (? - 1801)                       | Sarah (? - 1801)                       | Sarah (? - 1801)                       | Sarah (? - 1801)                       | Sarah (? - 1801)                       |                                   |                                   |                                   |                                   |                                        |                                        |                                        |                                        |                                        |                                        |
|                                |                                |                                |                                |                                |                                |  |  |                              |                              | John Rolls (1735–1801)       | John Rolls (1735–1801)       | John Rolls (1735–1801)       | John Rolls (1735–1801)       | John Rolls (1735–1801) | John Rolls (1735–1801) |                                     |                                     | Sarah (? - 1801)                       | Sarah (? - 1801)                       | Sarah (? - 1801)                       | Sarah (? - 1801)                       | Sarah (? - 1801)                       | Sarah (? - 1801)                       |                                   |                                   |                                   |                                   |                                        |                                        |                                        |                                        |                                        |                                        |
|                                |                                |                                |                                |                                |                                |  |  |                              |                              |                              |                              |                              |                              |                        |                        |                                     |                                     |                                        |                                        |                                        |                                        |                                        |                                        |                                   |                                   |                                   |                                   |                                        |                                        |                                        |                                        |                                        |                                        |
|                                |                                |                                |                                |                                |                                |  |  |                              |                              |                              |                              |                              |                              | John Rolls (1776–1837) | John Rolls (1776–1837) | John Rolls (1776–1837)              | John Rolls (1776–1837)              | John Rolls (1776–1837)                 | John Rolls (1776–1837)                 |                                        |                                        | Martha                                 | Martha                                 | Martha                            | Martha                            | Martha                            | Martha                            |                                        |                                        |                                        |                                        |                                        |                                        |
|                                |                                |                                |                                |                                |                                |  |  |                              |                              |                              |                              |                              |                              | John Rolls (1776–1837) | John Rolls (1776–1837) | John Rolls (1776–1837)              | John Rolls (1776–1837)              | John Rolls (1776–1837)                 | John Rolls (1776–1837)                 |                                        |                                        | Martha                                 | Martha                                 | Martha                            | Martha                            | Martha                            | Martha                            |                                        |                                        |                                        |                                        |                                        |                                        |
|                                |                                |                                |                                |                                |                                |  |  |                              |                              |                              |                              |                              |                              |                        |                        |                                     |                                     |                                        |                                        |                                        |                                        |                                        |                                        |                                   |                                   |                                   |                                   |                                        |                                        |                                        |                                        |                                        |                                        |
|                                |                                |                                |                                |                                |                                |  |  |                              |                              |                              |                              |                              |                              |                        |                        |                                     |                                     | John Etherington Welch Rolls (1807–70) | John Etherington Welch Rolls (1807–70) | John Etherington Welch Rolls (1807–70) | John Etherington Welch Rolls (1807–70) | John Etherington Welch Rolls (1807–70) | John Etherington Welch Rolls (1807–70) |                                   |                                   | Elizabeth Mary Long               | Elizabeth Mary Long               | Elizabeth Mary Long                    | Elizabeth Mary Long                    | Elizabeth Mary Long                    | Elizabeth Mary Long                    |                                        |                                        |
|                                |                                |                                |                                |                                |                                |  |  |                              |                              |                              |                              |                              |                              |                        |                        |                                     |                                     | John Etherington Welch Rolls (1807–70) | John Etherington Welch Rolls (1807–70) | John Etherington Welch Rolls (1807–70) | John Etherington Welch Rolls (1807–70) | John Etherington Welch Rolls (1807–70) | John Etherington Welch Rolls (1807–70) |                                   |                                   | Elizabeth Mary Long               | Elizabeth Mary Long               | Elizabeth Mary Long                    | Elizabeth Mary Long                    | Elizabeth Mary Long                    | Elizabeth Mary Long                    |                                        |                                        |
|                                |                                |                                |                                |                                |                                |  |  |                              |                              |                              |                              |                              |                              |                        |                        |                                     |                                     |                                        |                                        |                                        |                                        |                                        |                                        |                                   |                                   |                                   |                                   |                                        |                                        |                                        |                                        |                                        |                                        |
|                                |                                |                                |                                |                                |                                |  |  |                              |                              |                              |                              |                              |                              |                        |                        |                                     |                                     |                                        |                                        | John Allan Rolls (1837–1912)           | John Allan Rolls (1837–1912)           | John Allan Rolls (1837–1912)           | John Allan Rolls (1837–1912)           | John Allan Rolls (1837–1912)      | John Allan Rolls (1837–1912)      |                                   |                                   | Georgiana Marcia Maclean (1837 – 1923) | Georgiana Marcia Maclean (1837 – 1923) | Georgiana Marcia Maclean (1837 – 1923) | Georgiana Marcia Maclean (1837 – 1923) | Georgiana Marcia Maclean (1837 – 1923) | Georgiana Marcia Maclean (1837 – 1923) |
|                                |                                |                                |                                |                                |                                |  |  |                              |                              |                              |                              |                              |                              |                        |                        |                                     |                                     |                                        |                                        | John Allan Rolls (1837–1912)           | John Allan Rolls (1837–1912)           | John Allan Rolls (1837–1912)           | John Allan Rolls (1837–1912)           | John Allan Rolls (1837–1912)      | John Allan Rolls (1837–1912)      |                                   |                                   | Georgiana Marcia Maclean (1837 – 1923) | Georgiana Marcia Maclean (1837 – 1923) | Georgiana Marcia Maclean (1837 – 1923) | Georgiana Marcia Maclean (1837 – 1923) | Georgiana Marcia Maclean (1837 – 1923) | Georgiana Marcia Maclean (1837 – 1923) |
|                                |                                |                                |                                |                                |                                |  |  |                              |                              |                              |                              |                              |                              |                        |                        |                                     |                                     |                                        |                                        |                                        |                                        |                                        |                                        |                                   |                                   |                                   |                                   |                                        |                                        |                                        |                                        |                                        |                                        |
|                                |                                |                                |                                |                                |                                |  |  |                              |                              |                              |                              |                              |                              |                        |                        |                                     |                                     |                                        |                                        |                                        |                                        |                                        |                                        |                                   |                                   |                                   |                                   |                                        |                                        |                                        |                                        |                                        |                                        |
|                                |                                |                                |                                |                                |                                |  |  |                              |                              |                              |                              |                              |                              |                        |                        |                                     |                                     |                                        |                                        |                                        |                                        |                                        |                                        |                                   |                                   |                                   |                                   |                                        |                                        |                                        |                                        |                                        |                                        |
| John Maclean Rolls (1870–1916) | John Maclean Rolls (1870–1916) | John Maclean Rolls (1870–1916) | John Maclean Rolls (1870–1916) | John Maclean Rolls (1870–1916) | John Maclean Rolls (1870–1916) |  |  | Henry Alan Rolls (1871–1916) | Henry Alan Rolls (1871–1916) | Henry Alan Rolls (1871–1916) | Henry Alan Rolls (1871–1916) | Henry Alan Rolls (1871–1916) | Henry Alan Rolls (1871–1916) |                        |                        | Eleanor Georgiana Rolls (1872–1961) | Eleanor Georgiana Rolls (1872–1961) | Eleanor Georgiana Rolls (1872–1961)    | Eleanor Georgiana Rolls (1872–1961)    | Eleanor Georgiana Rolls (1872–1961)    | Eleanor Georgiana Rolls (1872–1961)    |                                        |                                        | Charles Stewart Rolls (1877–1910) | Charles Stewart Rolls (1877–1910) | Charles Stewart Rolls (1877–1910) | Charles Stewart Rolls (1877–1910) | Charles Stewart Rolls (1877–1910)      | Charles Stewart Rolls (1877–1910)      |                                        |                                        |                                        |                                        |

## Fordítás
- Ez a szócikk részben vagy egészben  a   Charles Rolls című angol Wikipédia-szócikk ezen változatának fordításán alapul.  Az eredeti cikk szerkesztőit annak laptörténete sorolja fel. Ez a jelzés csupán a megfogalmazás eredetét és a szerzői jogokat jelzi, nem szolgál a cikkben szereplő információk forrásmegjelöléseként.